# تکیه قائم (بازار شاه)
تکیه بازار شاه مربوط به دوره قاجار است و در کرمان، خیابان شهید چمران (فتحعلی‌شاهی، پامنار)، کوچه شماره ۱۹ واقع شده و این اثر در تاریخ ۷ اسفند ۱۳۸۶ با شمارهٔ ثبت ۲۱۴۷۶ به‌عنوان یکی از آثار ملی ایران به ثبت رسیده است.